# NGC 4767
NGC 4767 (również PGC 43845) – galaktyka eliptyczna (E), znajdująca się w gwiazdozbiorze Centaura. Odkrył ją John Herschel 21 kwietnia 1835 roku.